# Chrysorabdia alpina
Chrysorabdia alpina là một loài bướm đêm thuộc phân họ Arctiinae, họ Erebidae.